# Peliala lollia
Peliala lollia är en fjärilsart som beskrevs av Druce 1890. Peliala lollia ingår i släktet Peliala och familjen nattflyn. Inga underarter finns listade i Catalogue of Life.